# カガマシ山
カガマシ山（かがましやま）は、愛媛県四国中央市と高知県長岡郡大豊町にまたがり、四国山地中部に座する標高1,342.5メートルの山である。
変わった山名で、その由来ははっきりしないが、『土佐州郡志』に「加々麻之」との文字で眺望が良いことが書かれている。
新宮から県道5号線を予土県境に向かい、県境の笹ヶ峰トンネルの1km位手前に橡尾山との共通の登山口がある。尾根を直登するきつい上りであるが、稜線に出ると東が橡尾山、西は当山への分岐があり、そこからは広く緩やかな稜線をゆったりした山行である。

## ギャラリー

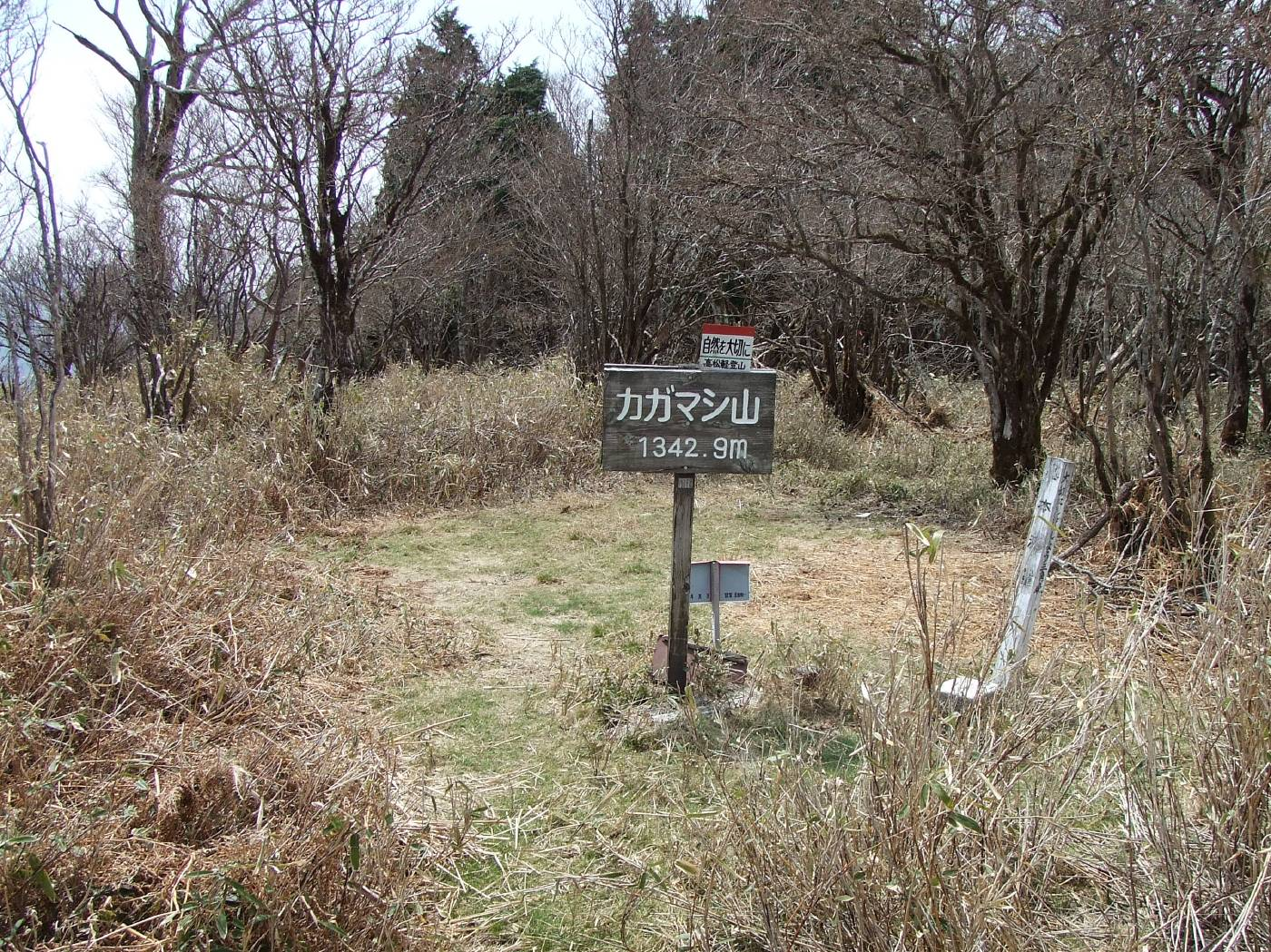
頂上